# (4849) Ardenne
(4849) Ardenne ist ein Asteroid des Hauptgürtels, der am 17. August 1936 vom deutschen Astronomen Karl Wilhelm Reinmuth an der Landessternwarte Heidelberg-Königstuhl (IAU-Code 024) entdeckt wurde.
Benannt wurde er zu Ehren des deutschen Naturwissenschaftlers und Erfinders Manfred von Ardenne (1907–1997).